# Кратчайшая
Кратчайшая — кривая в метрическом пространстве, соединяющая две его точки и не превосходящая по длине любую другую кривую с теми же концами.
Пространство с внутренней метрикой, в котором для любых двух точек существует соединяющая их кратчайшая, называется геодезическим; кратчайшие кривые в нём по определению являются геодезическими. 
В полном пространстве с внутренней метрикой длина кратчайшей совпадает с расстоянием между её концами.
Теорема Хопфа — Ринова: в локально компактном пространстве с внутренней метрикой существует кратчайшая между любыми двумя точками.
В общем случае между точками метрического пространства кратчайшей может не существовать, но даже если она существует, её длина может превосходить расстояние между концами.
Согласно лемма Гаусса, в римановом многообразии любая кратчайшая естественной параметризацией является геодезической.